# Raymond Hide
Raymond Hide (* 17. Mai 1929 in Doncaster, Vereinigtes Königreich; † 6. September 2016 in London, Vereinigtes Königreich) war ein britischer Geophysiker.

## Leben
Hide erwarb 1950 an der Manchester University einen Bachelor in Physik und 1953 am Caius College der University of Cambridge einen Ph.D. in Geophysik. Anschließend arbeitete er als Forschungsassistent am Yerkes Observatory der University of Chicago (Vereinigte Staaten) und als Forscher am Atomic Energy Research Establishment in Harwell (Vereinigtes Königreich). 1957 erhielt er eine Stelle als Dozent für Physik am King’s College der University of Durham (heute Newcastle University). 1958 heiratete Hide Ann Licence; das Paar hat drei Kinder. 1961 wurde Hide Professor für Geophysik am Massachusetts Institute of Technology (MIT) in Cambridge, Massachusetts. 1967 wechselte er an das U. K. Meteorological Office in Bracknell, dessen Geophysical Fluid Dynamics Laboratory – Hide war Gründer und Direktor – später an die University of Oxford überging, an der Hide 1990 Professor für Physik wurde. 1994 wurde er emeritiert, übernahm aber im Jahr 2000 noch die Leitung einer Forschungsgruppe an der Fakultät für Mathematik des Imperial College London.

## Wirken
Hide konnte in seinen mehr als 200 wissenschaftlichen Veröffentlichungen wichtige Beiträge zu zahlreichen Gebieten der Geophysik leisten (darunter Geomagnetismus, Meteorologie, Geodäsie oder Ozeanographie), zur Planetologie und zur geophysikalischen Strömungslehre, insbesondere zur Magnetohydrodynamik. So konnten seine Arbeiten zu rotierenden Flüssigkeiten wichtige Erkenntnisse zu Strömungsphänomenen in der Atmosphäre, in Ozeanen, aber auch im Inneren von Planeten erbringen, wo magnetische Felder durch einen selbstantreibenden magnetohydrodynamischen Dynamo erzeugt werden.

## Auszeichnungen (Auswahl)
- 1964 Mitglied der American Academy of Arts and Sciences[2]
- 1971 Mitglied der Royal Society[3]
- 1975 Institute of Physics Edward Appleton Medal and Prize
- 1982 Holweck-Preis[4]
- 1989 Mitglied der Academia Europaea[5]
- 1989 Goldmedaille der Royal Astronomical Society[6]
- 1990 Commander of the Order of the British Empire (CBE)
- 1996 Mitglied der Päpstlichen Akademie der Wissenschaften[7]
- 1997 William Bowie Medal[8]
- 1998 Hughes-Medaille[9]
- 1999 Lewis-Fry-Richardson-Medaille[10]

Hide hielt Ehrendoktorate folgender Universitäten: University of Cambridge (1969), Universität Leicester (1985), Universität Manchester (UMIST, 1994) und Universität Paris (1995).